# Трамерка
Трамерка је мало ненасељено острво у хрватском делу Јадранског мора. Припада акваторији Града Задра у подручју око острва Молат. 
Налази се око 3 км западно од острва Молат. Површина острва износи 0,0745 км². Дужина обалске линије је 4,26 км.. Највиши врх на острву је висок 50 метара.